# Мари Шанталь против доктора Ха
«Мари Шанталь против доктора Ха» (фр. Marie Chantal contre le docteur Kha) — шпионская комедия французского режиссёра Клода Шаброля, вышедшая на экраны в 1965 году.

## Сюжет
Богатая и родовитая молодая француженка Мари-Шанталь (Мари Лафоре) едет на поезде к своему кузену на зимние каникулы. Неожиданно некий незнакомец, вероятно, преследуемый врагами секретный агент, передаёт ей драгоценный камень в форме тигра с рубиновыми глазами. Мари-Шанталь не подозревает о том, что внутри этой фальшивой драгоценности находится мощнейший вирус, способный уничтожить все человечество. За вирусом ведут охоту глава международной преступной организации доктор Ха (Аким Тамирофф), а также советский агент Иванов (Серж Реджани) и американский агент Джонсон (Шарль Деннер). Мари-Шанталь придётся проявить принципиальность и твёрдость, а также всю свою женскую хитрость и изворотливость, чтобы камень не попал в руки врагов.

## В ролях
- Мари Лафоре — Мари-Шанталь
- Франсиско Рабаль — Пако Кастильо
- Серж Реджани — Иванов
- Шарль Деннер — Джонсон
- Аким Тамирофф — Профессор Ламбаре / Доктор Ха
- Роже Анен — Бруно Керриен
- Стефан Одран — Ольга
- Пьер-Франсуа Моро — Юбер
- Жиль Шюссо — Грегор
- Антонио Пассалиа — Стрелок
- Робер Бурнье — Старый швейцарец
- Клод Шаброль — Бармен, Продавец в аптеке

## Характеристика
Вместе с фильмами про Тигра эта картина занимает в творчестве Шаброля переходное место между ранними работами в стиле Французской новой волны («Красавчик Серж», «Кузены», «Милашки») и его криминальными психологическими драмами золотого периода середины и конца 1960-х годов. В 1963-65 годах на волне популярности фильмов про Джеймса Бонда Шаброль пытался работать в жанре шпионского триллера с элементами комедии, ещё более усиливая комедийную составляющую и доводя его практически до пародии, как, например, в данном фильме. Однако, с точки зрения мощи воздействия, фантазии и оригинальности, глубины сюжетной проработки и профессионализма в постановке сцен эти картины Шаброля заметно уступают бондовской классике. Многочисленные недостатки данного фильма скрашивает, пожалуй, только исполнение главной роли харизматичной французской поп-певицей Мари Лафоре.